# Barra vertical
A barra vertical (pipe) é um caractere ASCII 124, simbolizado por uma barra vertical | ou uma barra vertical interrompida ¦, pode ser facilmente criada com os botões shift esquerdo + barra inclinada para a esquerda ( \ ) ou apertando e segurando ALT esquerdo e digitando 124 (Alt+124) no teclado numérico.
Como a barra vertical não é usada em textos normais, ela não conta como sinal de pontuação em si.

## Utilização

### Matemática
A barra vertical é utilizada para
- o valor absoluto : {\displaystyle |x|}, ou seja, o valor absoluto (ou módulo) de x.
- a (norma) : {\displaystyle ||(x_{1},x_{2})||}, que significa « a norma de x índice um, x índice dois » ; o Unicode possui um símbolo especial para a barra vertical dupla U+2016: ‖x‖
- definição : {\displaystyle \{x|x<2\}}, que significa « Seja x tal que x é menor do que dois ». A pontuação de definição com barra vertical pode também ser substituída por dois pontos.
- probabilidade condicional : {\displaystyle P(X|Y)}, que significa « a probabilidade de X dado Y ».
- divisibilidade : {\displaystyle a|b}, que significa « a divisor de b ».

### Linguagens de programação (C-family)
A barra vertical dupla é utilizada para separar alternativas;
Exemplo:
if ((x == y) || (x > y))
Funciona igual ao "ou".
Seria:
se ((x for igual ao y) ou (x for maior que y))

### Outros usos
- Em compêndios e dicionários, como Duden ou Priberam, a barra vertical denota possíveis pontos de divisão de uma palavra ou descrição de elementos. Por exemplo: língua | n. f. | n. m.[2] ou Por|tu|gie|sisch.[3]

- No Alfabeto Fonético Internacional (IPA) e idiomas khoisan uma letra semelhante à barra vertical indica o clique dental.

- Em páginas de busca da internet para separar elementos (por exemplo, England | History, Map, Flag, Population, & Cities) ou informalmente para separar elementos em títulos em sites ou redes sociais (como substituto de vírgulas, travessões ou dois-pontos).